# Ваестано (Парма)
Ваестано је насеље у Италији у округу Парма, региону Емилија-Ромања.
Према процени из 2011. у насељу је живело 53 становника. Насеље се налази на надморској висини од 641 м.